# Paulo Radmilovic
Paulo Francesco Radmilovic (hrv. Pavo, Pavle ili Pavao Radmilović) (5. ožujka 1886. – 29. rujna 1968.) je bio velški vaterpolist i plivač; olimpijski pobjednik koji je u svojoj 22 godine dugoj olimpijskoj karijeri osvojio 4 zlatne olimpijske medalje. Ove četiri medalje je osvojio na tri uzastopne olimpijade i to je bio rekord Uj. Kraljevstva kojeg nitko nije srušio do Igara održanih 2000. godine u Sydneyju, kada je Steve Redgrave osvojio svoju petu olimpijsku zlatnu medalju.

## Životopis
Pavle Radmilović je rođen u Cardiffu (Wales) kao treći sin Antuna Radmilovića, Hrvata iz Dubrovnika, koji se preselio oko 1860. godine u Cardiff. Njegov otac bio je ugostitelj i vlasnik Glastonbury Arms Pub u Bute Streetu. Pavlova majka Annie rođena Dillon, kći doseljenika irskoga porijekla, također je rođena u Cardiffu. Preci su mu podrijetlom iz Makarske; Radmilovići se u Dubrovačkomu primorju javljaju od 15. stoljeća, a u samomu gradu od 18. stoljeća. Nije utvrđeno kada je točno Antun Radmilović došao u Veliku Britaniju, ali se zna da je radio kao brodski agent u Cardiffu.

## Karijera
Radmilović je svoj prvi nastup za vaterpolsku reprezentaciju Ujedinjenoga Kraljevstva odigrao s 15 godina, 1901., i tako postao najmlađim reprezentativcem u povijesti britanskoga vaterpola. Radmilović se natjecao i bavio športom punih 30 godina, rekreativno se bavio športom čak i u svojim sedamdesetim. Pored športova u vodi Radmilović se bavio golfom i nogometom.
Prvi amaterski naslov je osvojio 1907. godine kada je na rijeci Temzi pobijedio u utrci na 5 milja. Također je dvije godine kasnije pobijedio u utrci na 100 jardi – slobodno. U rasponu od devetnaest godina osvojio je devet naslova državnoga prvaka u različitim atletskim disciplinama. U Walesu je njegov uspjeh još veći. Kao petnaestogodišnjak 1901. godine je osvojio naslov državnoga prvaka na 100 jardi. S četrdeset i tri godine (1929. godine) je osvojio titulu prvaka na 440 jardi.

## Olimpijac
Svoju olimpijsku karijeru Radmilović je započeo na olimpijskim međuigrama 1906. godine. U utrci na 100 metara – slobodno završio je kao četvrti, a na 400 m je završio kao peti. Sudjelovao je i u utrci na 1 milju, ali je nije završio.
Na Ljetnim olimpijskim igrama 1908. je kao dionik vaterpolskoga tima Ujedinjenoga Kraljevstva osvojio zlatnu medalju. U završnoj utakmici kada je Britanija pobijedila Belgiju s 9:2, Radmilović je postigao dva gola. Dva dana poslije završne utakmice u vaterpolu, natjecao se također kao jedan od plivača u štafeti – 4×200 m, pošto se jedan od prethodnih britanskih olimpijaca razbolio. Utrka je bila neizvjesna jer je plivačka štafeta Mađarske vodila skoro do kraja utrke i imala veliku prednost do zadnje izmjene. U zadnjoj izmjeni mađarski plivač Zoltán Halmay je počeo gubiti svijest, što je britanska zadnja izmjena Henry Taylor iskoristio i s 4 sekunde prednosti donio pobjedu svojoj štafeti i zlatnu medalju Britaniji. Radmilović se također natjecao u još tri utrke slobodnim stilom, ali ni u jednoj nije stigao do završnice.
Svoju treću zlatnu olimpijsku medalju Radmilović je osvojio kao član vaterpolskoga tima Ujedinjenog Kraljevstva na Ljetnim olimpijskim igrama 1912. u Stockholmu. Britanci su pobijedili Austrijance s rezultatom 8:0.
Radmilovićeva četvrta zlatna olimpijska medalja je došla tek poslije osam godina. Uzrok je bio Prvi svjetski rat i otkazivanje olimpijskih igara. Na Ljetnim olimpijskim igrama 1920. u Antwerpenu vaterpolska reprezentacija Velike Britanije je superiorno stigla do završnice. Domaćin, Belgija, je također bila u završnici i njezini su športaši željeli osvojiti zlato. Skoro do kraja utakmice se vodila velika ujednačena borba i rezultat je bio neizvjestan 2:2. Utakmicu je odlučio Radmilović koji je pred kraj postigao gol i time osigurao pobjedu svoje reprezentacije, 3:2 za Britance. Poslije utakmice publika je pokušala napasti britanske vaterpoliste, stoga je belgijska policija morala intervenirati.
Radmilović se natjecao na još dvije olimpijade kao sudionik vaterpolske reprezentacije 1924. i 1928., ali nije uspio popeti se na pobjednički podij. Svoju olimpijsku karijeru završio je kada je imao 42 godine.
Radmilovićev rekord od 4 osvojene zlatne olimpijske medalje je ostao u Ujedinjenomu Kraljevstvu neoboren sve do pojave viteza Stevena Geoffreyja Redgravea i olimpijskih igara 2000. u Sydneyju, kada je Redgrave osvojio svoje peto zlato.

## Priznanja
Radmilović je 1967. godine primljen u Međunarodnu kuću slavnih športaša u vodenim športovima. Također je bio jedan od prvih desetorice čija su imena postavljena u Velšku kuću slavnih športaša, 1988. godine. Spomen ploča je postavljena i u Cardiff International Pool. Spomen ploča postavljena je o trošku Velškoga parlamenta i Organizacijskoga odbora Tridesetih olimpijskih igara u Londonu 2012.